# کوددو
کوددو (به لاتین: Kooddoo) یک منطقهٔ مسکونی در مالدیو است که در آب‌سنگ حلقوی گافو الیف واقع شده‌است. کوددو ۰٫۸۲ کیلومتر مربع مساحت و ۱۵۰ نفر جمعیت دارد.